# Marthe Beraud
Marthe Beraud (più conosciuta come Eva Carrière) (Algeri, 21 maggio 1884 – ...) è stata una sensitiva e spiritista francese.

## Biografia
Le sue abilità consistevano nella presunta creazione di una sostanza di natura sconosciuta chiamata ectoplasma, che lei stessa produceva dalla bocca e che fuoriusciva da tutti gli orifizi del suo corpo, come il naso e le orecchie. La medium è stata inoltre sottoposta a numerose sedute spiritiche sotto il controllo della Society for Psychical Research (SPR).
Le sedute spiritiche furono oggetto di studio di Arthur Conan Doyle, autore della serie di Sherlock Holmes, il quale riteneva che la donna non fingesse e che non usasse alcun tipo di trucco. Un altro studioso del paranormale del tempo, Harry Houdini, che fu presente ad una delle sue sedute, affermò però che fossero truccate; egli non fu mai convinto dalle prestazioni della spiritista e giudicò le sue attività alla stregua del gioco di prestigio degli aghi hindu.